# Vítor Bruno
Pour les articles homonymes, voir Vítor Bruno.
Vítor Bruno Clara Santos Motas Fernandes, plus communément appelé Vítor Bruno, né le 2 décembre 1982 à Coimbra, est un entraîneur de football portugais.

## Biographie

### Adjoint de Sérgio Conceição
Durant 13 ans, Vítor Bruno aura accompagné Sérgio Conceição en tant qu'entraîneur-adjoint.

### FC Porto
Pour sa première expérience d'entraîneur principal, Vítor Bruno se voit confier les rênes du FC Porto par le nouveau président, André Villas-Boas, et succède à Sérgio Conceição. Le 6 juin 2024, le club organise la présentation officielle de son nouveau coach depuis la tribune présidentielle du Estádio do Dragão. Il est lié aux Dragons jusqu'en juin 2026. 
Le 20 janvier 2025, à la suite de la défaite 3-1 sur la pelouse du Gil Vicente FC pour le compte de la 18e journée du championnat national, il est démis de ses fonctions.

## Palmarès
FC Porto
- Vainqueur de la Supercoupe du Portugal en 2024.